# 5023 Agapenor
5023 Agapenor (1985 TG3) là một thiên thể Troia của Sao Mộc được phát hiện ngày 11 tháng 10 năm 1985 bởi Shoemaker, C. S. ở Palomar.